# Port lotniczy Pakuba
Port lotniczy Pakuba – port lotniczy zlokalizowany w ugandyjskim mieście Pakuba. Obsługuje połączenia krajowe.

## Kierunki lotów i linie lotnicze
| Linia Lotnicza  | Kierunek   |
| --------------- | ---------- |
| Aerolink Uganda | 1. Entebbe |